# Ils
Иллиан Уокер (англ. Illian Walker; более известный как Ils) — английский музыкант и продюсер, работавший с такими лейблами, как Marine Parade и Distinct’ive Records.

## Биография и карьера
Родился в 1978 году в Лондоне. Он начал свою карьеру на лейбле Good Looking Records и был подписан на Marine Parade. На его музыку влияли исполнители электро, фанка и техно. Он также микшировал альбом для серии Y4K от Distinct’ive Records. Его сингл Next level вошел в его альбом Soul Trader.

## Дискография

### Альбомы
- Idiots Behind the Wheel (1999)[2]
- Soul Trader (2002)[3][4]
- Bohemia (2005)[1]
- Paranoid Prophets (2007)
- 33 R.P.M. (2013)